# Eurhynchium laevisetum
Eurhynchium laevisetum là một loài Rêu trong họ Brachytheciaceae. Loài này được Geh. mô tả khoa học đầu tiên năm 1876.